# جغرافیای تاریخی ایران
جغرافیای تاریخی ایران بررسی تاریخی جغرافیای سرزمین ایران می‌باشد.

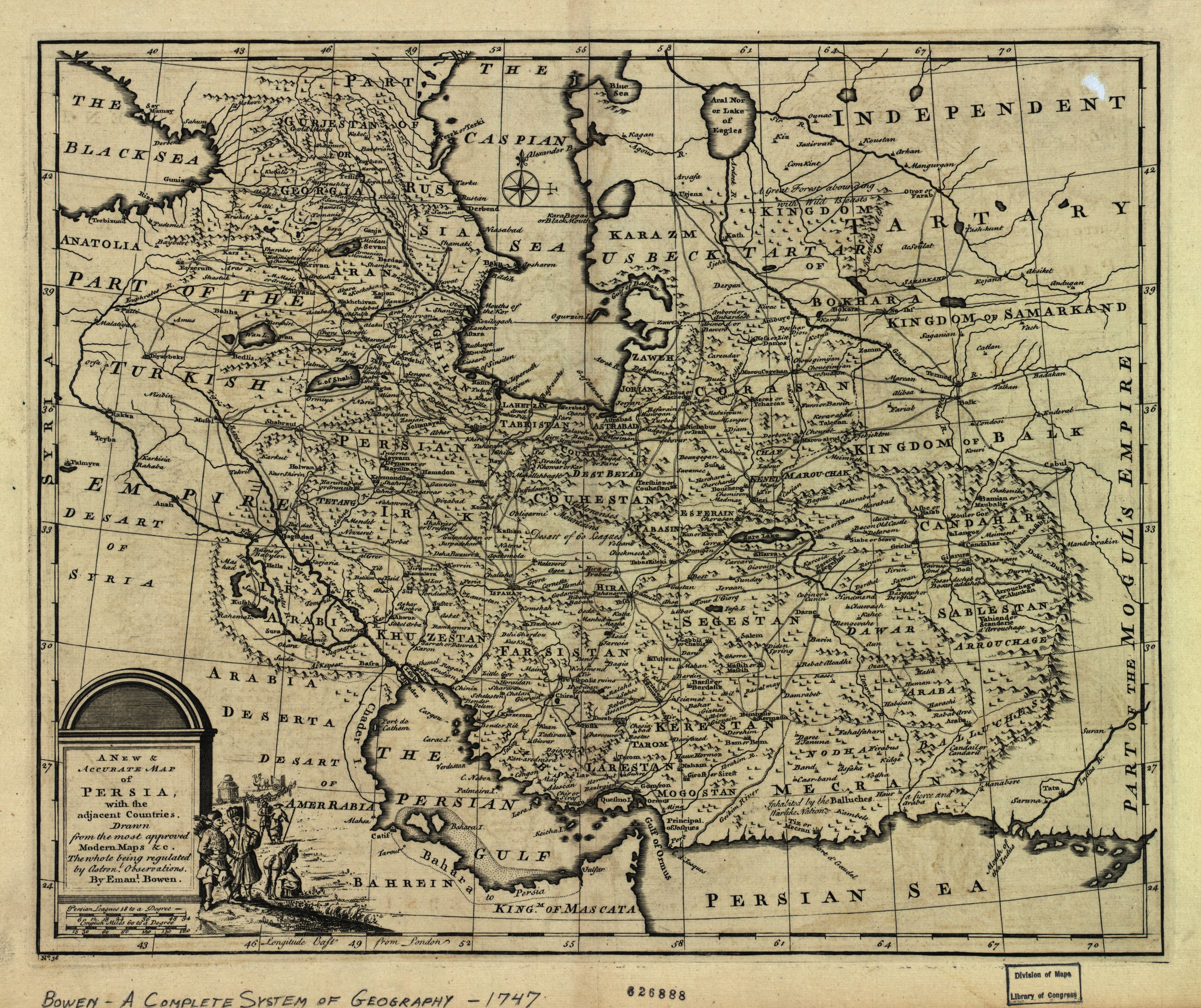
نقشهٔ ایران در سال ۱۱۲۶ خورشیدی توسط رضا امانوئل بوئن جغرافی‌دان و نقشه‌کش بریتانیایی ترسیم شده‌است، این نقشه که وسعت و محدوده پادشاهی دودمان افشاریه را نمایش می‌دهد علاوه بر نشان دادن نام خلیج فارس، اسامی بسیاری از مناطق، شهرها، دریاچه‌ها و دریاهای آن زمان از ایران را نیز در برگرفته‌است. این نقشه از کشور ایران در سال ۱۷۴۷ (میلادی) برابر با ۱۱۲۶ خورشیدی و ۱۱۶۰ قمری و در زمان سلسله افشاریان رسم شده‌است.

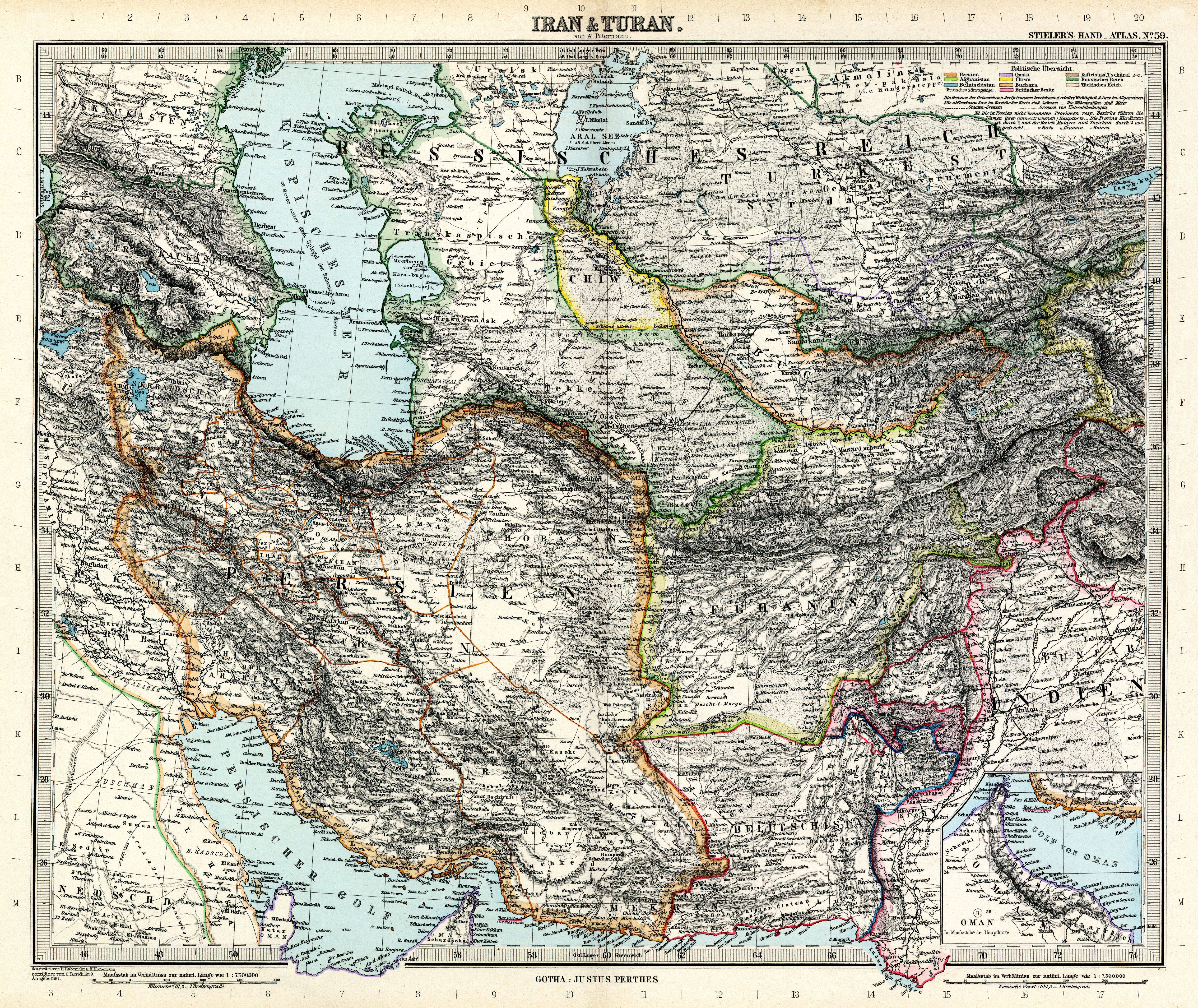
نقشه ایران و توران در دوره قاجاریه که به وسیله آدولف اشتیلر ترسیم شد.

جغرافیای تاریخی، رشته‌ای از جغرافیاست که اوضاع طبیعی، اقتصادی، انسانی و سیاسی را با توجه به گذر تاریخی بررسی می‌کند.

## جغرافیای تاریخی ایران قبل از اسلام
شامل دوره‌های تاریخی مادها، هخامنشیان، اشکانیان و ساسانیان است.

### مادها
سرزمین مادها شامل: ماد کوچک (آذربایجان) و ماد بزرگ (شامل کرمانشاهان و ری و کردستان و همدان) و شمال آن رودخانه ارس، شرق ابواب خزر، غرب کوههای زاگرس و جنوب آن کویر و محدوده اصفهان بود.

### هخامنشیان

ساتراپی‌های (خْشَثْرَ پاون) شاهنشاهی هخامنشی

در دوره هخامنشیان سرزمین ایران از شرق رود سیحون، غرب دریای اژه، شمال دریای خزر و دریای سیاه و کوههای قفقاز و از جنوب به دریای عمان و خلیج فارس منتهی می‌شد. بعضی از ایالتهای آن: ایالت نیمه جنوبی پارس با مرکز پارسه، ایالت جنوب غربی شوش با مرکز شهر شوش، ایالت ماد در شمال غرب با شهر مهم اکباتان (همدان)، ایالت هیرکانی یا گرگان در محدوده شمال و ساحل دریای خزر و شهر مهم آن هیرکانا یا جرجان (گرگان)، ایالت پارت یا خراسان و قومس (سمنان) امروزی، ایالت زرنگ، نیمروز، سکستان یا سیستان در جنوب شرق، ایالت کرمانیا در ساحل خلیج فارس، ایالت گدروزیا (بلوچستان) در مشرق کرمان و جنوب سیستان.

### اشکانیان
در زمان اشکانیان محدوده ایران از جانب غرب به رودخانه فرات منتهی گردید. قبل از آن سلوکیان هشتاد سال بر قلمرو ایران فرمانروایی داشتند و پایتخت آن‌ها سلوکیه بر کرانه رود دجله بود. قلمرو پارتها یا اشکانیان ۷۲ بخش بود. ملاک آن‌ها در تقسیم بندی برای اداره کشور شهرها بودند که خودمختاری نسبی داشتند. از پایتختها آن به ارشک، صددروازه، هگمتانه، تیسفون و دیگر شهرها مهم آن به نسا، تاپه، دارابگرد، گور (فیروزآباد) می‌توان اشاره کرد. 

### ساسانیان
در زمان ساسانیان ایران دارای چهار ایالت بزرگ شامل: ایالت شمالی (اپاختر)، ایالت جنوبی (نیمروز)، ایالت شرقی (خراسان)، ایالت غربی (خوروران) و ماوراء النهر، بین النهرین و آسیای صغیر هم جزء این ایالتها بود. و تصمیم گیری حکومتی متمرکز بود. از شهرهای مهم آن جندی شاپور، بیشاپور، شاپورخواست، تیسفون بود.

## جغرافیای تاریخی ایران بعد از اسلام
ایران در زمان پس از اسلام به نه منطقه یا ایالت تقسیم می‌شده‌است.

### آذربایجان و ارمینه و اران
آذربایجان و ارمینه و اران به نام سرزمین آتروپاتکان منتسب به آتروپات از حاکمان ماد در آنجاست که در مقابل سلوکیان مقاومت کرد. عرب آنرا آذربیجان نامیده است. آتور یا آذر (آتش)، پات (پاییدن)، کان (پسوند مکان) می‌باشد. امروزه همان استانهای شمال غربی ایران (آذربایجان شرقی و غربی و اردبیل) است که در دوره فتحعلی شاه (معاهده ترکمنچای و گلستان) قسمتی از آن جدا شد.

### جبال (عراق عجم)
ایالت جبال (عراق عجم یا کوهستان) شامل استانهای امروزی اصفهان، همدان، کرمانشاه، ایلام، چهارمحال وبختیاری، کردستان، زنجان، لرستان، تهران و استان مرکزی می شد. از غرب به عراق، شرق به کویر وخراسان وکرمان، از شمال به رشته کوههای البرز، و از جنوب به خوزستان وفارس منتهی می شد.
 شهرهای بزرگ استان جبال یا ایالت کوهستان: سپاهان (اصفهان)، ری، همدان، قم و دینور (امروزه بخشی در شهرستان صحنه استان کرمانشاه) و در مرتبه بعد قاشان(کاشان)، نهاوند، کره یا کرج ابودلف (امروزه شهر آستانه یا کرهرود در استان مرکزی است)، سیمره (دره شهر امروزی استان ایلام)، روذاور (تویسرکان)، حُلوان، سیروان (محل کنونی شهرستان ایلام یا مهران)، سهرورد (امروزه از دهستانهای شهرستان خدابنده در زنجان است)، قزوین، جربادقان (گلپایگان)، لور یا لر (سرزمین لرستان)، جلولاء (امروزه در کشور عراق مغرب خانقین)، خَرقان (شمال درگزین همدان و با خرقان تزدیک بسطام متفاوت است)،  کردستان(از استانهای ایالت جبال و شامل باختران و قسمت جنوبی آذربایجان غربی بعلاوه بعضی شهرهای امروزی کشور عراق نیز بوده‌است)، شهرزور (از شهرهای مرزی امروزه در نزدیکی سلیمانیه در کشور عراق است)، سنندج (امروزه مرکز کردستان ایران است. در نیمه اول قرن یازدهم قمری بنا شده‌است نام اصلی آن سنه‌دژ به‌معنی: قلعه‌ای در پای کوه می‌باشد پیشتر محلی بنام بهار مرکز کردستان بوده‌است)، زنجان (یا زنگان، شهری کوچک که اردشیر بابکان بنا نهاد و در کنار آن شهر سلطانیه است)، پیرانشهر و پسوه در جنوب ارومیه گاه در زمره شهرهای آذربایجان و گاه در زمره شهرهای کردستان قرار داده شده‌اند. اراک (بنای آن به سال ۱۲۳۱ قمری برمی گردد پیشتر قلعه‌ای بنام سلطان‌آباد بوده‌است و سپس به عراق مشهور شد و در سال ۱۳۱۷ خورشیدی اراک نام گرفت)، اردستان (از شهرهای کنونی استان اصفهان، منسوب به اردشیر درازدست پادشاه هخامنشی)، خان لنجان (خونلنجان امروزه یکی از روستاهای شهرستان لنجان است. ناصرخسرو از آن یاد کرده‌است.)، لنجان (منطقه‌ای در کنار زاینده رود و امروزه نام یک شهرستان است مرکز آن زرین شهر به ریز شهرت داشته‌است)، بَرَج (شهرکی در حدود بربرود و در نزدیکی آستانه امروزی بوده و به همراه کرج ابودلف ایغارین نامیده می شدند) و بروجرد (منسوب به فیروز ساسانی و به فیروزگرد مشهور بوده) بوده‌است.

### فارس
فارس یا ایالت فارس یا فارس قدیم، در تقسیم‌بندی جغرافیایی بعد از اسلام شامل محدوده جنوبی ایران منتهی به خلیج فارس بوده‌است. این ایالت یا منطقه شامل استان فارس کنونی، استان بوشهر، غرب استان هرمزگان، استان کهگیلویه و بویراحمد و حتی استان یزد و شهرستان بهبهان از استان خوزستان بوده‌است. ابن حوقل حدود این ایالت را از مشرق به کرمان، از مغرب به خوزستان و از شمال به بیابان منتهی به خراسان و قسمتی از اصفهان و از جنوب همجوار خلیج فارس دانسته است. این ایالت در قبل از اسلام به پنج خوره (کوره)، که در دوره اسلامی نیز برقرار بوده شامل: کوره اصطخر، کوره دارابگرد، کوره شاپور، کوره قباد، و کوره اردشیر تقسیم شده‌است. از شهرهای مهم ایالت فارس: شیراز، پسا (فسا)، جهرم، ارّجان (بهبهان کنونی) سیراف، کثه (یزد کنونی) و ... بوده‌است. همچنین  بنادر و جزایر خلیج فارس جزو این ایالت بوده‌است

### خراسان
خراسان قدیم از مشرق به هندوستان و جنوب به بیابان کرکس‌کوه و مغرب به گرگان قدیم و شمال به رود جیحون می‌رسده است. 

### قومس
گرچه قومس از نواحی خراسان بوده‌است اما در دوره اسلامی یک ولایت یا ایالتی جدا بوده‌است. معمولاً استان سمنان را دربر می گرفته و دامغان، سمنان، شاهرود، بسطام، خرقان، سنگسر، جندق و ... از شهرهای آن بوده‌است. مرکز آن قومس (دامغان (صد دروازه)) بوده‌است.

### دیلم و طبرستان (گیلان و مازندران)
سزمین دیلم و طبرستان همان نواحی یا استانهای گیلان و مازندران امروزی است. دیلم شامل نواحی گیلان و طبرستان شامل مناطق مازندران بوده‌است.

### خوزستان
خوزستان شامل هفت خوره به نامهای: سوس (شوش)، جندی‌شاپور، تستر (شوشتر)، عسکر مکرم، اهواز، رامهرمز و دروق بوده که برخی خوره و برخی قصبه بوده‌اند.

### کرمان
ایالت کرمان قدیم تا کناره تنگه هرمز و دریای عمان بوده و قسمت عظیمی از استان هرمزگان را هم دربر می‌گرفته‌است. ابن حوقل حدود آنرا در مشرق مکران، در مغرب فارس، در شمال بیابان خراسان و ناحیه سیستان و در جنوب دریای فارس می‌داند. و از شهرهای آن هرمز، جیرفت، بم، سیرجان، فهرج و ... نام می برد. مقدسی این ایالت را شامل پنج خوره و ناحیت: بردسیر، نرماشیر، سیرجان، بم و جیرفت می‌داند. 

### سیستان و بلوچستان
سیستان برگرفته از قوم سکا و نام قدیمی آن زرنگ (مرکز سیستان و نام درختی کوهی) بوده‌است و نیمروز (به معنی جنوب) نام دیگر آن بوده‌است. سرزمین جنوب آن بلوچستان برگرفته از قوم بلوچ و به مکا مشهور بوده و سپس مکران (به معنی سرزمین باتلاق‌ها، اراینا در سانسکریت به معنی باتلاق) نامیده می شده‌است. از شهرهای آن زرنج یا زرنگ، بُست، خواس (خاش)، سراوان و ... بوده‌اند.